# سیارک ۲۳۳۵۴۷
سیارک ۲۳۳۵۴۷ (به انگلیسی: 233547 Luxun، نامگذاری:2007JR27)۲۳۳۵۴۷مین سیارک کشف شده‌است که در ۰۹ مه ۲۰۰۷ کشف شد.